# Xanthoparmelia madeirensis
Xanthoparmelia madeirensis är en lavart som beskrevs av Elix & Schumm. Xanthoparmelia madeirensis ingår i släktet Xanthoparmelia och familjen Parmeliaceae.   Inga underarter finns listade i Catalogue of Life.